# Hymn Maroka
Al-Nashid al-Sharif (arab. ‏نشيد وطني مغربي‎, fr. Hymne Chérifien) – hymn państwowy Maroka ustanowiony w 1956 roku, po ogłoszeniu niepodległości tego państwa. Słowa do hymnu napisał Ali Squalli Houssaini, a muzykę skomponował Léo Morgan.

## Oficjalne słowa arabskie
منبت الأحرار مشرق الأنوار
منتدى السؤدد وحماه
دمت منتداه
وحماه
عشت في الأوطان للعلى عنوان
ملء كل جنان * ذكرى كل لسان
بالروح بالجسد
هب فتاك
لبي نداك
في فمي وفي دمي
هواك ثار نور ونار
اخوتي هيا للعلى سعيا
نشهد الدنيا أنا هنا نحيا
بشعار
الله
الوطن الملك

## Transkrypcja słów arabskich
Manbit al-ahrar masriq al-anwar
Muntada s-su'dudi wa-hima-h
Dumta muntada-h
Wa-hima-h
'Ishta fi l-autan lil'ula 'unwan
Mil'a kulli janan dikra kulli lisan
Bir-ruhi bil-jasadi
Habba fatak
Labba nidak
Fi fami wa-fi dami
Hawak tal nur wa-nar
Ihwati hayya lil-ula sa'ya
Nushidu d-dunya inna huna nahya
Bi-shi'ar
Allah al-watan al-malik